# Agriotes incognitus
Agriotes incognitus is een keversoort uit de familie kniptorren (Elateridae). De wetenschappelijke naam van de soort is voor het eerst geldig gepubliceerd in 1891 door Eugene Amandus Schwarz.